# 亀山昇太郎
亀山 昇太郎（かめやま しょうたろう、2002年9月17日 - ）は、ジャパンラグビーリーグワンのNECグリーンロケッツ東葛に所属している、ラグビーユニオン選手。

## 略歴
4歳の時、岡山ラグビースクール（岡山県岡山市）でラグビーを始める。ラグビー名門校である茗溪学園中学校（茨城県つくば市）に入学し、茗溪学園高等学校に進んだ。
中学から右プロップとして定着し、茨城県中学校代表として全国中学生ラグビーフットボール大会に出場。高校では花園（全国高等学校ラグビーフットボール大会）に3年間出場。
高2の時、U17日本代表に選出され、第27回日・韓・中ジュニア交流競技会に出場した。
2021年、早稲田大学に進学。早稲田大学ラグビー蹴球部では、1年生から関東大学対抗戦に先発出場した。4年生では、関東大学春季大会、関東大学対抗戦、大学選手権の全試合において、先発出場した。
2025年1月23日、ジャパンラグビーリーグワンのNECグリーンロケッツ東葛へ、アーリーエントリーでの入団を発表した。同年2月22日に行われたJAPAN RUGBY LEAGUE ONE第6節江東ブルーシャークス戦にて途中出場でリーグワン公式戦初出場を果たした。同年3月、早稲田大学卒業。